# Centros-Entscheidung
Die Centros-Entscheidung ist ein Urteil des Europäischen Gerichtshofs (EuGH) (Rechtssache C-212/97) vom 9. März 1999 zur Niederlassungsfreiheit (Artikel 49 AEUV) als Bestandteil der Personenverkehrsfreiheit innerhalb der Europäischen Union. Mit ihr folgte der EuGH der von Otto Sandrock geprägten Überlagerungstheorie und verwarf die in der Rechtswissenschaft vorher herrschende Sitz- bzw. Gründungstheorien für das europäische Gesellschaftsrecht.

## Sachverhalt
Die Centros private limited company (Ltd.) war eine Gesellschaft nach englischem Recht, die in England von einem dänischen Ehepaar gegründet wurde, um die in der dänischen Gesellschaftsrechtsordnung statuierten Schutzvorschriften für Kapitalgesellschaften zu umgehen. Grund dafür war, dass die Kapitalaufbringung für englische Kapitalgesellschaften geringer ausfällt als für dänische Kapitalgesellschaften.
Das dänische Ehepaar wollte nun mit der Centros Ltd. seine Geschäftstätigkeit in Dänemark aufnehmen und beantragte die dafür erforderliche Eintragung einer Zweigniederlassung bei der dänischen Zentralverwaltung. Diese lehnte die Eintragung und damit die Geschäftstätigkeit der Centros Ltd. in Dänemark ab. Die Begründung dafür: Die Centros Ltd. umgehe mit ihrer Gründung in England die nationale Gesellschaftsrechtsordnung und habe nicht das erforderliche Mindesthaftkapital für eine Kapitalgesellschaft in Dänemark.

## Das Urteil des EuGH
Ein Mitgliedstaat der EU verstößt gegen die im EG-Vertrag statuierte Niederlassungsfreiheit, wenn der Mitgliedstaat eine Eintragung einer Kapitalgesellschaft mit der Begründung ablehnt, dass die Gründung im EU-Ausland nur zur Umgehung nationaler gesellschaftsrechtlicher Schutzvorschriften erfolge. Demnach ist es zulässig, eine Kapitalgesellschaft innerhalb der EU zu gründen und dann die gesamte Geschäftstätigkeit über eine Zweigniederlassung in einem anderen Mitgliedstaat der EU zu entfalten. Diese Kapitalgesellschaft ist innerhalb der ganzen EU partei- und rechtsfähig.

## Folge der Centros-Entscheidung
Die Centros-Entscheidung hat im erheblichen Maße zu einem Wettlauf der Rechtsordnungen innerhalb der Europäischen Union geführt. So ist es inzwischen nichts Besonderes mehr, eine private limited company (Ltd.) in Deutschland anzutreffen. Dieser Wettlauf hat in entscheidendem Maße dazu beigetragen, dass nun auch in Deutschland mit der Unternehmergesellschaft (haftungsbeschränkt) („Mini-GmbH“) eine Gesellschaft existiert, die der Ltd. von
ihrem Wesen her sehr nahekommt. Schlussendlich ist dies ein weiterer Schritt zur Erreichung des einheitlichen europäischen Binnenmarktes.